# Francesco Maria Schiaffino
Pour les articles homonymes, voir Schiaffino.
Francesco Maria Schiaffino (Gênes, 1688 - Gênes, 3 janvier 1763) est un sculpteur italien du XVIIIe siècle du rococo de l'école génoise.

## Biographie

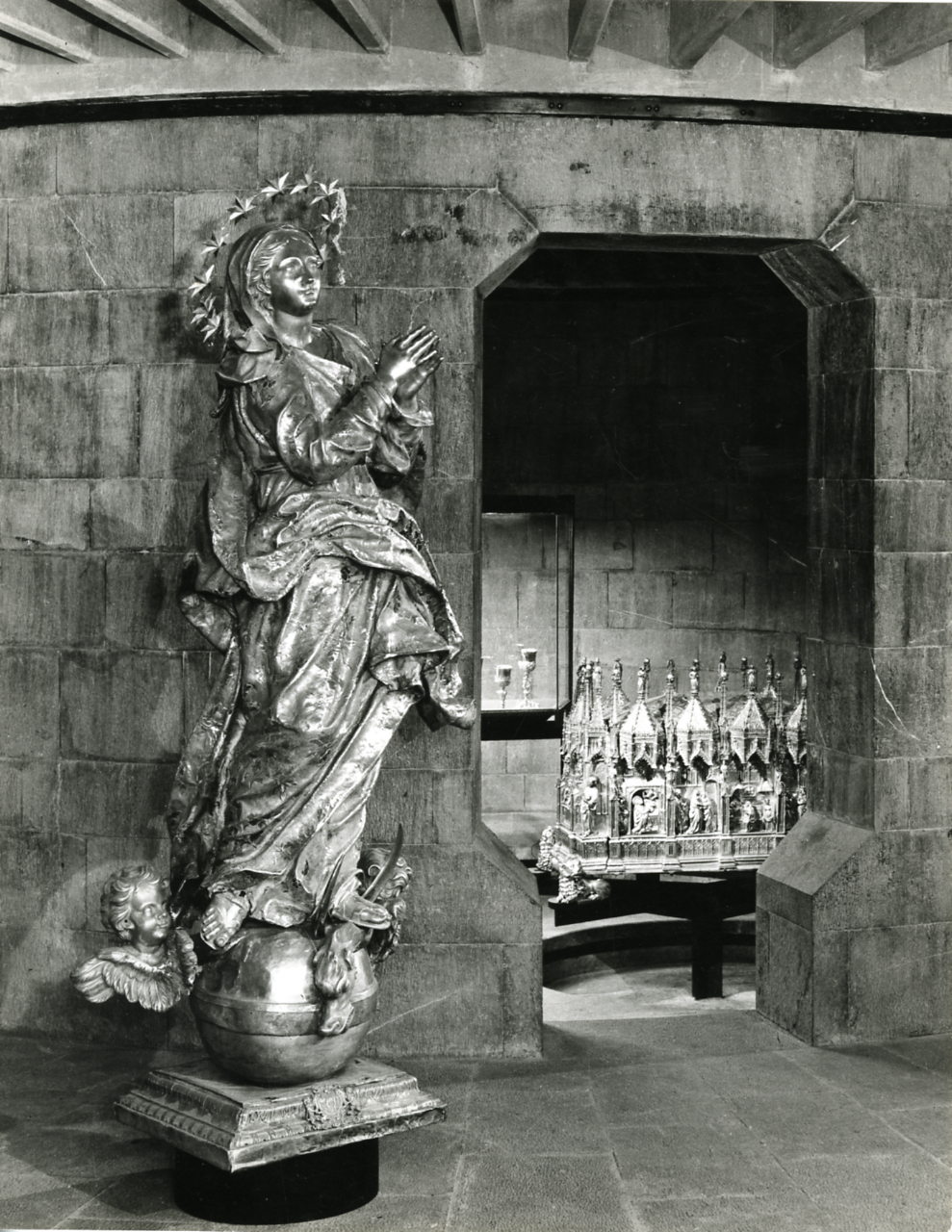
Francesco Maria Schiaffino, sculpture de la Immacolata, Museé du Trésor, Dôme San Lorenzo, Gênes. Photo par Paolo Monti, 1963.

Francesco Maria Schiaffino naît dans une famille de sculpteurs qui comprend son frère aîné Bernardo Schiaffino (en) avec qui il est l'élève de Giacomo Filippo Parodi à Gênes. De 1721 à 1724, il est apprenti dans l'atelier romain de Camillo Rusconi. 
Retourné ensuite à Gênes, il exécute un Saint Dominique pour le théâtre Carlo-Felice et un Pluton et Proserpine pour le palais royal de Gênes. 
En 1731, il exécute un crucifix grandiose avec des anges pour le roi Jean V de Portugal (couvent Mafra).
En 1738, il conçoit le  monument funéraire de Caterina Fieschi Adorno pour l'église Santissima Annunziata di Portoria de Gênes. 
In 1739, il conçoit les modèles en cire de huit apôtres et quatre docteurs de la foi (d'après les statues des niches de l’archibasilique Saint-Jean de Latran de Camillo Rusconi entre autres) pour que Diego Francesco Carlone (en) les exécute en stuc pour la basilique Santa Maria Assunta de Gênes. 
En 1747, il exécute un buste du duc de Richelieu en habit de l'ordre du Saint-Esprit.

## Œuvres
- Statues à Sestri Levante, Camogli et Albizzuola,
- Buste du duc de Richelieu, conservé au musée du Louvre,
- Assomption de la Vierge (1740), S Ambrogio, Varazze,
- Marbres polychromes et chapelle rococo San Francesco da Paola (1755),
- Vierge de Loreto (1762), église paroissiale, Sestri Levante